# Scaphosepalum manningii
Scaphosepalum manningii är en orkidéart som beskrevs av Carlyle August Luer. Scaphosepalum manningii ingår i släktet Scaphosepalum och familjen orkidéer. Inga underarter finns listade i Catalogue of Life.